# Чистеньке
Чисте́ньке (до середини XIX століття — Аджи́-Кал, крим. Acı Qal) — село Сімферопольського району Автономної Республіки Крим.

## Опис
Розташоване приблизно за 10 кілометрів на південний захід від Сімферополя, на першій куесті Внутрішньої гряди Кримських гір.
У Чистенькому числяться 11 вулиць (включаючи Севастопольське шосе) і 3 квартала, площа, займана селом — 258 гектарів, де у 1540 дворах, за даними сільради на 2009 рік, було 4487 жителей. У селі діють дитячі садки «Оленка» та «Орлятко», муніципальний бюджетний загальноосвітній заклад «Чистенська школа — гімназія», амбулаторія.
У Чистенькому розташована база ГУП «Кримгеологія», яке займається розвідкою водних запасів і бурінням свердловин.
Через село проходить автошлях Н 06 Сімферополь — Бахчисарай.
Уздовж північно-західної околиці села проходитиме залізнична гілка Севастополь — Сімферополь, електропоїзди зупиняються на платформі «1473 км». За два з лишком кілометри на північ є станція «Чистенька», але вона знаходиться за межами населеного пункту.
У Чистенькому знаходиться Церква Успіння Пресвятої Богородиці. Починали її будувати у непростому 1923 році, в епоху боротьби більшовиків із релігією. Радянська влада закривала храм у 1930-х та 1960-х роках, там розміщувався спортзал, клуб, зерносховище. У 1965 році церква була остаточно зруйнована, її відновлення розпочалося у 1994 році.
Вербачки — гай осокорів навколо джерел Аджі-Кале у залізниці, на захід від села.

## Історія
Поблизу Чистенького виявлено скіфське городище із залишками подвійної лінії оборонних споруд.
Поблизу Чистенького, Камишинки, Левадок, Трипрудного й Фонтанів виявлено стоянку епохи палеоліту, кілька поселень доби міді, ранньої і пізньої бронзи, таврське городище, поселення скіфів і 3 середньовічні поселення VIII—X століть.
До середини XIX століття населений пункт мав кримськотатарську назву Аджи-Кал. На той час він практично спорожнів. За припущеннями, це сталося внаслідок масової еміграції корінних жителів до Туреччини після першої анексії Криму царською Росією.
1913 року до села прибули переселенці з Великого та Малого Токмака Херсонської області та з інших місць України. За даними перепису 1926 року, у селі числилося 399 осіб, з яких — 300 українців, 96 росіян, один болгарин, а ще двоє записано у графі «інші». За даними всесоюзного перепису населення 1939 року, у селі проживало вже 539 осіб.
У вересні 1944 року після депортації радянським союзом кримськотатарського народа, сюди приїхали 214 сімей з Вінницької області, а на початку 1950-х років була друга хвиля переселенців з різних областей України.
Нині у Чистенькому проживає понад 5 тисяч осіб, зайнятих у сільському господарстві або працюючих у Сімферополі, до якого можна доїхати за 15 хвилин.